# SunRISE
SunRISE (скорочення від англ. Sun Radio Interferometer Space Experiment, космічний експеримент сонячного радіоінтерферометра) — космічна місія НАСА для дослідження космічної погоди з використанням системи з 6 кубсатів. Метою місії є краще розуміння сонячних спалахів. Учасниками місії є Лабораторія реактивного руху, Університет Колорадо у Боулдері й Університет Мічигану. Супутники планується вивести на орбіту в 2024 році. Станом на листопад 2023 року всі супутники виготовлені і відправляються на зберігання в очікуванні на запуск ракетою-носієм Вулкан.

## Опис місії
Шість супутників SunRISE мають обертаються на геостаціонарній орбіті, утворюючи коло з фіксованими відстанями 10 км між сусідніми супутниками. Кожен супутник має чотири антени, що утворюють хрест із розмахом 5 метрів. Разом вони утворять радіоінтерферометр з базою понад 10 км, що дозволить з високою точністю визначати початкову точку сонячних спалахів у сонячній короні. SunRISE має вловлювати радіохвилі частотою 0,1 - 25 МГц, які випромінюються сонячними спалахами й на кілька десятків хвилин передують прибуттю частинок сонячного вітру, які становлять загрозу для електроніки супутників і здоров'я астронавтів на орбіті. Супутники SunRISE має перевагу перед земними інтерферометрами, оскільки здатні вловлювати довгі радіохвилі, які блокуються земною атмосферою. Метою місії є продемонструвати ефективність цієї системи попередження та скласти карту ліній сонячного магнітного поля.